# Dodge County (Georgia)
Dodge County is een county in de Amerikaanse staat Georgia.
De county heeft een landoppervlakte van 1.296 km² en telt 19.171 inwoners (volkstelling 2000). De hoofdplaats is Eastman.